# Cohen vs. Rosi
Cohen vs. Rosi es una película argentina de comedia dirigida por Daniel Barone y escrita por Jacobo Langsner. La película se estrenó el 28 de mayo de 1998 y está protagonizada por Alfredo Alcón, Adrián Suar y Laura Novoa.

## Sinopsis
Giancarlo Rosi, un acaudalado hombre de turbios negocios, se postula para diputado. Pero han surgido dos escollos casi insalvables en su propia familia: el primer prerial tan jugoso, los Cohen, padre e hijo, piensan que tienen entre manos una bomba capaz de estallar en el centro mismo de la mafia local. La hija menor de los Rosi, Carla, muy apegada a su padre, se enfrenta a Ariel con quien comenzará peleando por la posesión de la pruebas incriminatorias. La guerra entre los Cohen y los Rosi irá en aumento mientras Carla y Ariel transforman su enemistad en una relación que los unirá pasionalmente.

## Reparto
- Adrián Suar como Ariel Cohen
- Laura Novoa como Carla Rosi
- Alfredo Alcón como Américo/Mirta "La Nona" Rosi
- Pepe Soriano como Elías Cohen
- Gabriela Acher como Dra. Miriam Cohen
- Roberto Carnaghi como Giancarlo Rosi
- Rita Cortese como Angélica Rosi
- Virginia Innocenti como Sofía Rosi
- Favio Posca como Salvador Rosi
- Norman Erlich como David
- Diego Peretti como Ernesto
- Roly Serrano como Guardaespaldas 1
- Claudio Giúdice como Guardaespaldas 2
- Edda Diaz como Vecina Sadomasoquista
- Julio López como Vecino Sadomasoquista
- Tito Haas como Taxista
- Pía Uribelarrea como Enfermera
- Claudia Schijman como Paciente de Miriam Cohen